# Sadarpur
Sadarpur è un sottodistretto (upazila) del Bangladesh situato nel distretto di Faridpur, divisione di Dacca. Si estende su una superficie di 290,21 km² e conta una popolazione di 193.347 abitanti (dato censimento 1991).